# Club de pares
Club de pares (títol original en francès, Parents d'élèves) és una pel·lícula francesa de 2020 dirigida per Noémie Saglio. S'ha doblat i subtitulat al català.

## Sinopsi
En Vincent és el mainader d'un nen anomenat Bart. Quan la mare d'en Bart rep, per a l'inici del curs escolar en una nova escola, una convocatòria per a una reunió de pares, demana a en Vincent que vagi al seu lloc. És aleshores quan en Vincent, davant d'un malentès, es veu obligat a fer-se passar pel pare del nen. En Bart aprecia la mentida que s'ha instal·lat perquè pateix per no haver conegut mai el seu pare. En Vincent entra aleshores en el club que són els pares dels alumnes i es veu cada cop més implicat, incapaç de revelar l'engany, sobretot perquè s'enamora en secret de la Nora, la mestra del seu suposat fill.

## Repartiment
- Vincent Dedienne: Vincent Marguet
- Camélia Jordana: Nora Portel
- Samir Guesmi: François Biriani
- Alix Poisson: Clarisse Duval
- Anne Charrier: Elise Canova
- Oscar Pauleau: Bart Canova
- Billie Bataille: Juliette
- Émilie Gavois-Kahn: Fabienne Baron
- Héléna Soubeyrand: Sophie Leprince
- Éric Verdin: Éric Anton
- Maël Rouin Berrandou: Max Biriani
- Emmanuelle Bourgerol: Sandra